# Junonia orithya
A Junonia orithya a rovarok (Insecta) osztályának lepkék (Lepidoptera) rendjébe, ezen belül a tarkalepkefélék (Nymphalidae) családjába tartozó faj.

## Előfordulása
A Junonia orithya előfordulási területe Dél-Afrikától kezdve, Dél- és Délkelet-Ázsián keresztül, egészen Ausztráliáig tart.

## Alfajai
- Junonia orithya albicincta Butler, 1875 - Ausztrália északi része, Cape York-tól Brisbaneig
- Junonia orithya baweana Fruhstorfer, 1906 - Bawean-sziget
- Junonia orithya celebensis Staudinger, [1888] - Celebesz, Muna
- Junonia orithya eutychia (Fruhstorfer, 1912) - Timor, Wetar, Babar, Kissar
- Junonia orithya hainanensis (Fruhstorfer, 1912) - Hajnan
- Junonia orithya here Lang, 1884 - Szaúd-Arábia, Jemen
- Junonia orithya kontinentalis Martin, 1920 - Celebesz
- Junonia orithya kuehni Fruhstorfer, 1904 - Kis-Szunda-szigetek, Kalao, Tukangbesi
- Junonia orithya leucasia (Fruhstorfer, 1912) - Fülöp-szigetek
- Junonia orithya madagascariensis Guenée, 1865 - Szahara alatti Afrika
- Junonia orithya marcella (Hulstaert, 1923) - Új-Guinea
- Junonia orithya metion Fruhstorfer, 1905 - Borneó
- Junonia orithya mevaria Fruhstorfer, 1904 - Lombok
- Junonia orithya minagara Fruhstorfer, 1904 - Jáva, Bali, Komodo
- Junonia orithya minusculus Fruhstorfer, 1906 Sumba
- Junonia orithya neopommerana Ribbe, 1898 - Új-Britannia
- Junonia orithya novaeguineae Hagen, 1897 - Új-Guinea
- Junonia orithya ocyale Hübner, [1819] - (Indiától Dél-Mianmarig és Dél-Jünnan
- Junonia orithya orithya (Linnaeus, 1758) - Kelet-Ázsia
- Junonia orithya orthosia (Godart, [1824]) - Ambon, Serang, Saparua, Sula-szigetek, Maluku-szigetek
- Junonia orithya palea (Fruhstorfer, 1912) - Tanimbar-szigetek
- Junonia orithya patenas (Fruhstorfer, 1912) - Srí Lanka
- Junonia orithya saleyra (Fruhstorfer, 1912) - Salayar
- Junonia orithya sumatrana Fruhstorfer, 1906 - Szumátra
- Junonia orithya swinhoei Butler, 1885 - Mianmar
- Junonia orithya wallacei Distant, 1883 - Thaiföld, Maláj-félsziget, Szingapúr

## Megjelenése
A hím szárnyának felső fele elől bársonyos fekete, drapp sávokkal a végein; hátul pedig kék egy-egy fekete folttal és egy-egy vörös szemnek tűnő folttal - ez utóbbiaknak közepe ismét kék. A szárny alulsó fele szürkés, barna elmosódott mintázatokkal; a végükön egy-egy barna sávban két-két szemfolt van; a szemek narancssárgások sötét középpel. A nőstény nagyon hasonlít a hímre, azonban nagyobb méretű és mintázatai tisztábbak, azaz jobban kivehetőek. A csáp barna, a fej vörösesbarna, a tor és a potroh felül barnásfeketék, míg alul piszkosfehérek.

## Életmódja
A hernyó feje és teste a fényesen feketétől a barnás árnyalatig változik. A rövid nyaka és farkának vége narancssárga színűek. Testét tüskés szőrök borítják. A fejéből két nyúlvány nő ki. A homlokán vörös pont van. A báb a farkától lóg alá; lila színű krém-fehér csíkokkal; a szárnytájékon piszkos sárga színű. A potrohtájéknál kis kinövés látható. Az imágó a nyílt térségeken repül, gyakran a talajon tartózkodik. Erőteljes a röpte, melyet siklásokkal vált fel. Területvédő lepke; területéről elkerget más lepkéket.
A következő növények alkotják a hernyó táplálékát: Acanthaceae, Annonaceae, Convolvulaceae, Labiatae, Plantaginaceae, Scrophulariaceae, Verbenaceae, Violaceae, valamint: Angelonia salicariifolia, Annona senegalensis, kerti oroszlánszáj (Antirrhinum majus), Asystasia gangetica, Asystasia scandens, Buchnera linearis, Englerastrum scandens, Hygrophila salicifolia, Hygrophila senegalensis, édesburgonya (Ipomoea batatas), Justicia micrantha, Justicia procumbens, Lepidagathis formosensis, Lepidagathis prostrata, Misopates orontium, Phyla nodiflora, Plantago amplexicaulis, Plectranthus scandens, Pseuderanthemum variabile, Striga asiatica, Striga hermonthica, szárnyas feketeszem (Thunbergia alata), illatos ibolya (Viola odorata)
Ezek pedig Dél-Afrikában: Graderia subintegra és Cycnium adonense, valamint a Hygrophila- és a Plectranthus-fajok.

## Képek

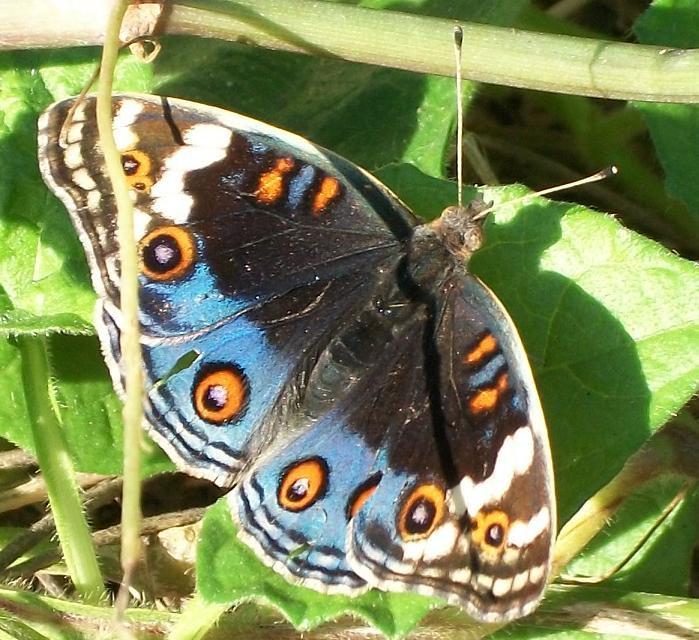
A dél-afrikai Amanzimtotiból
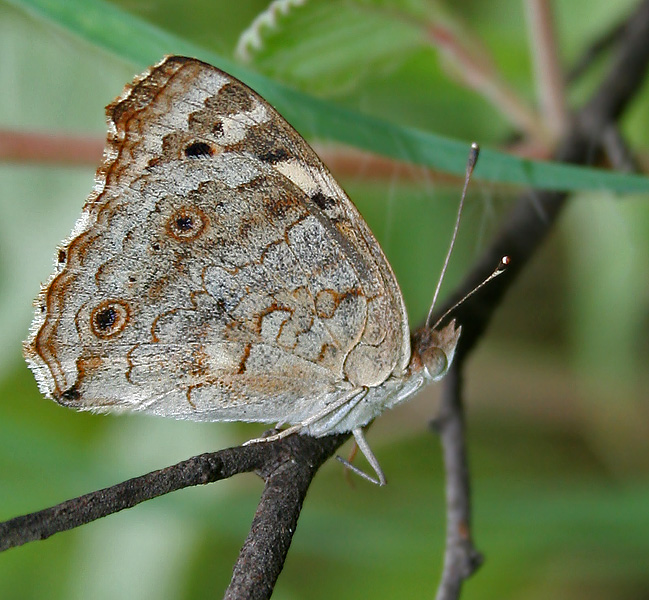
Az indiai Hyderabadból
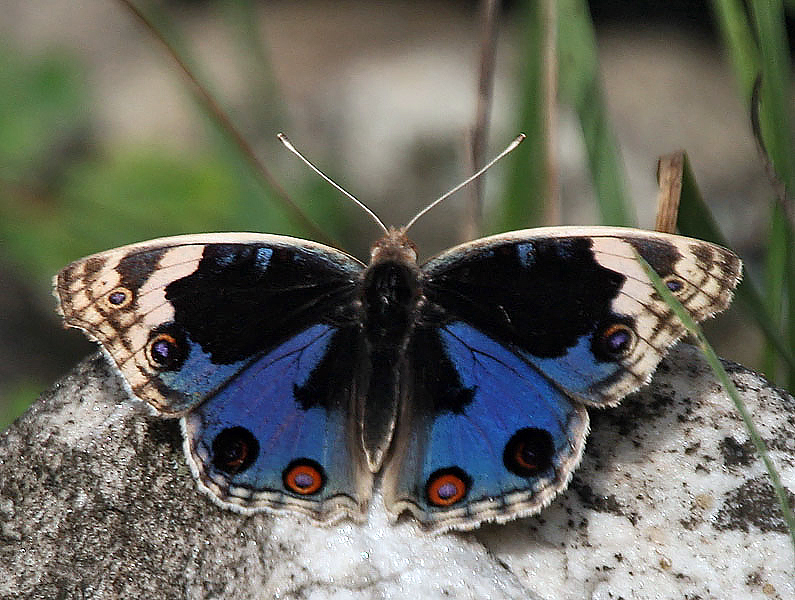
és Kasolból
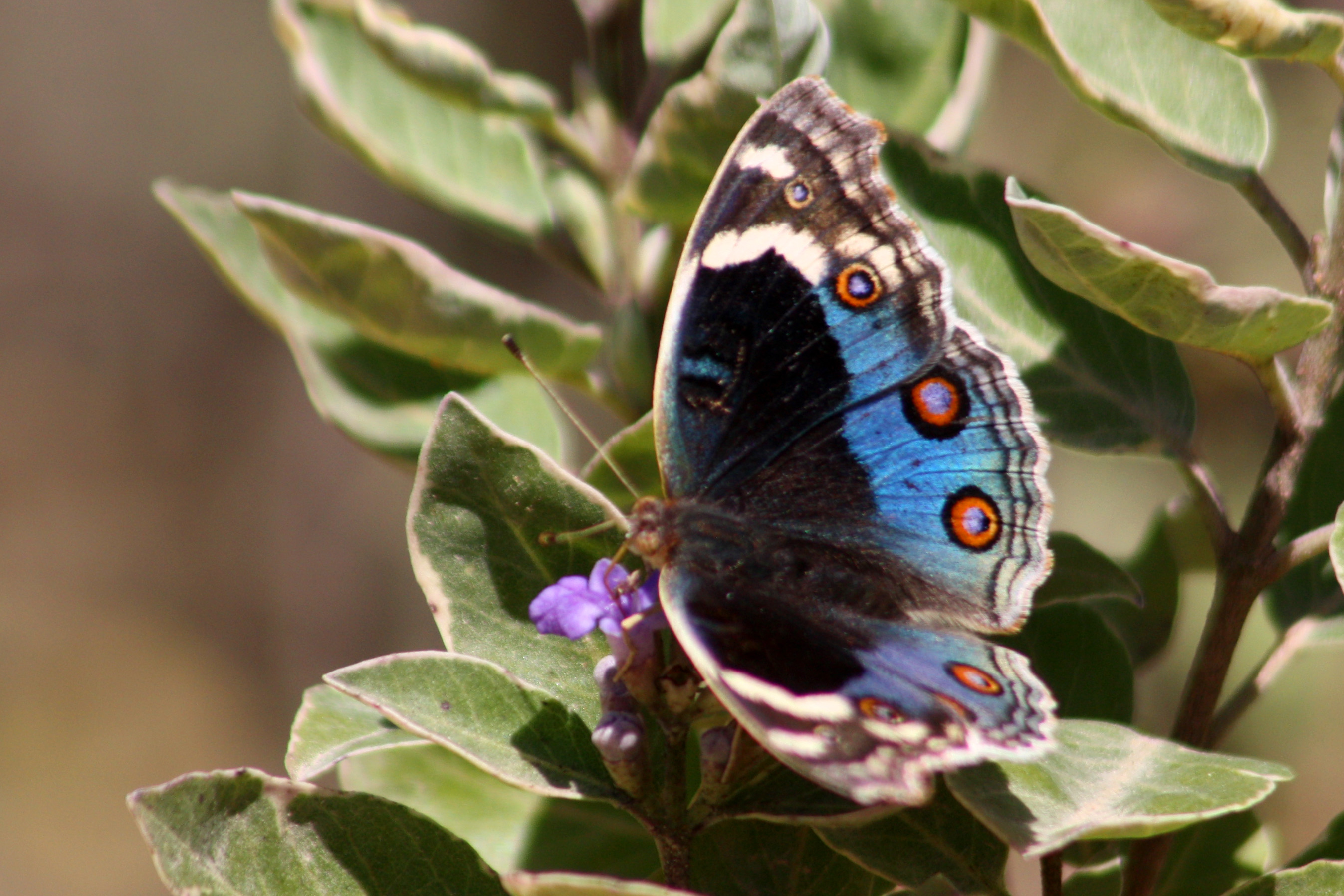
Az
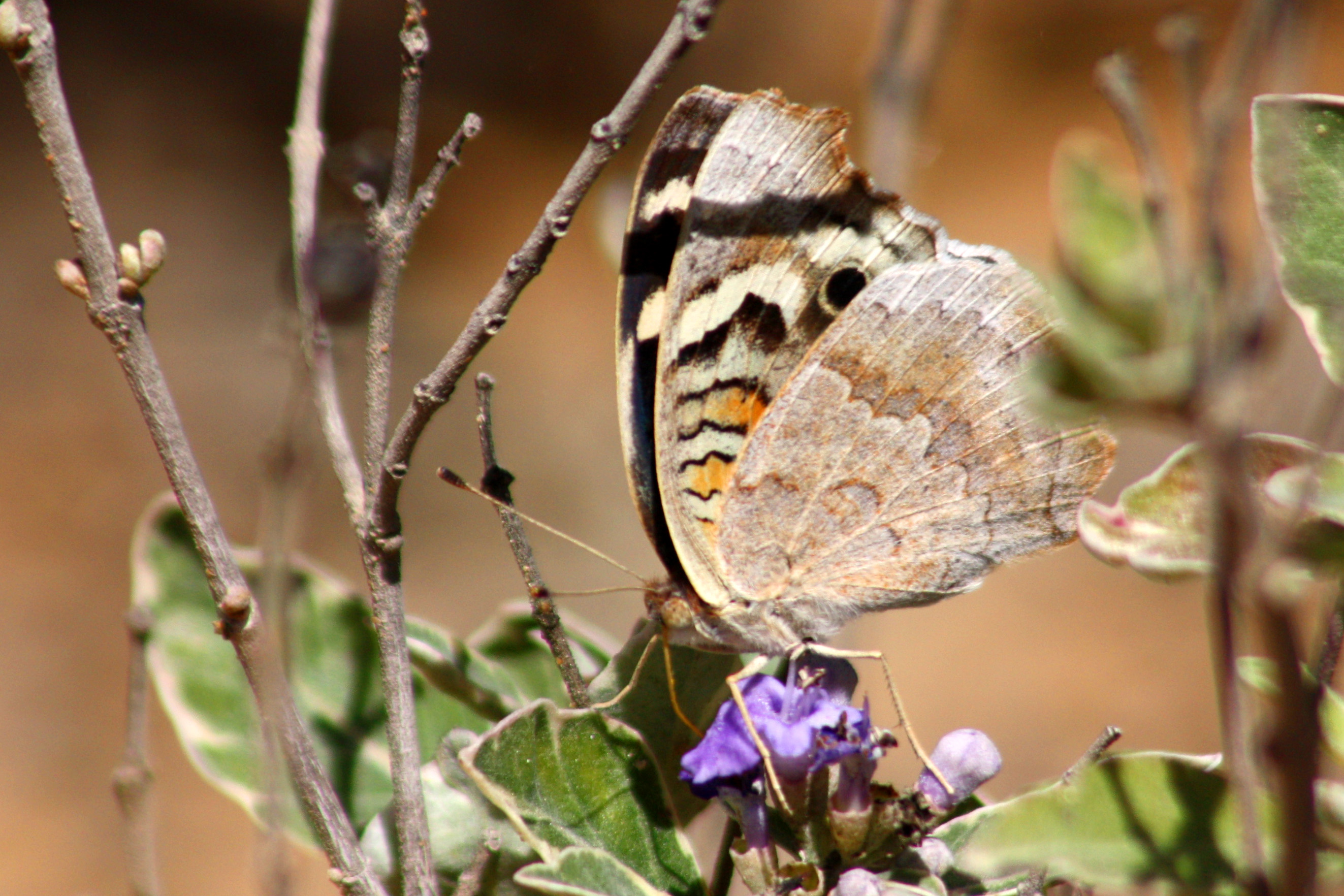
Egyesült Arab Emírségekből
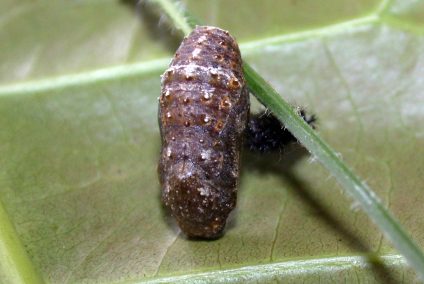
Egy báb
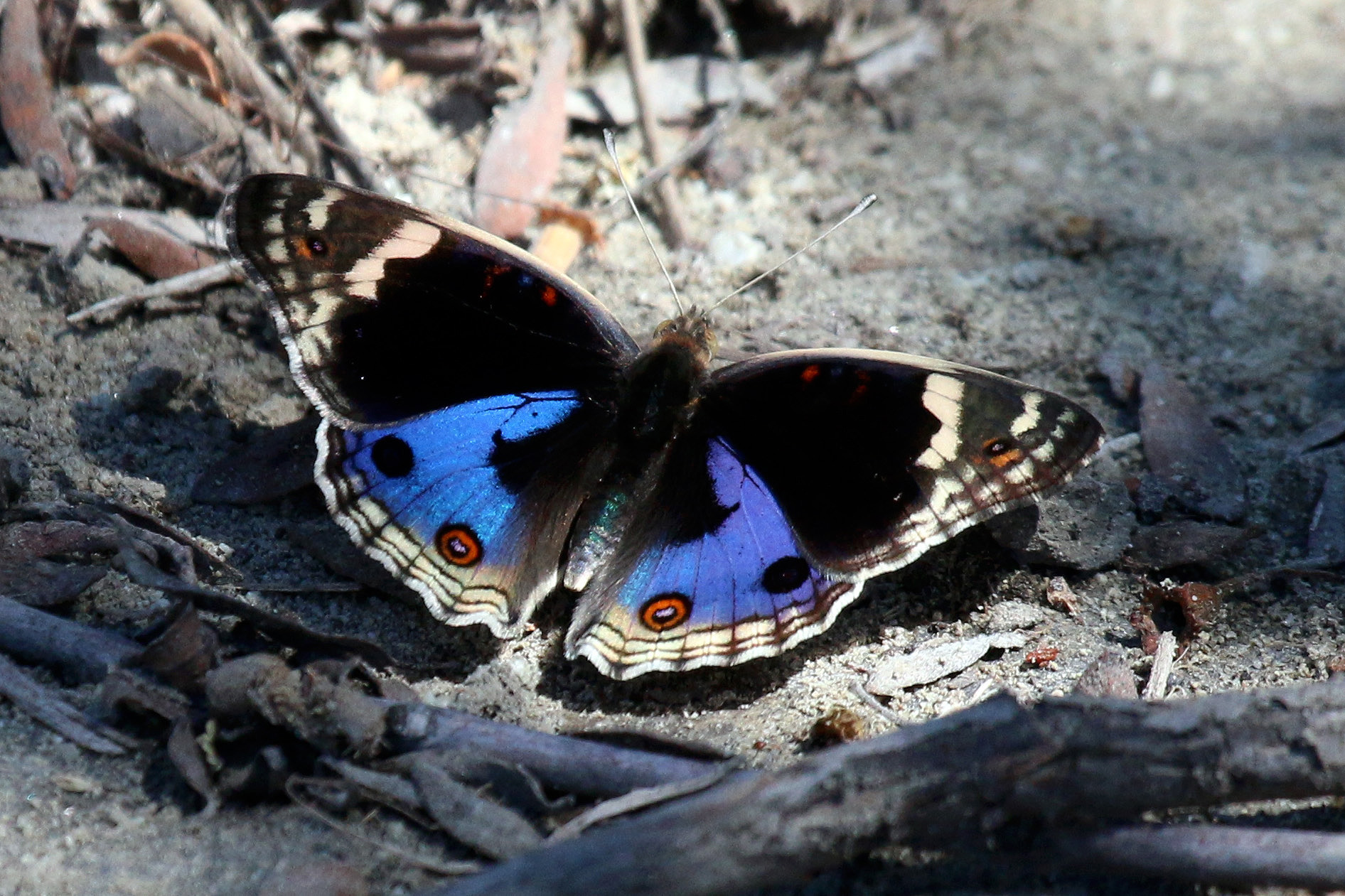
J. o. minagara hím az indonéziai Komodo Nemzeti Parkból
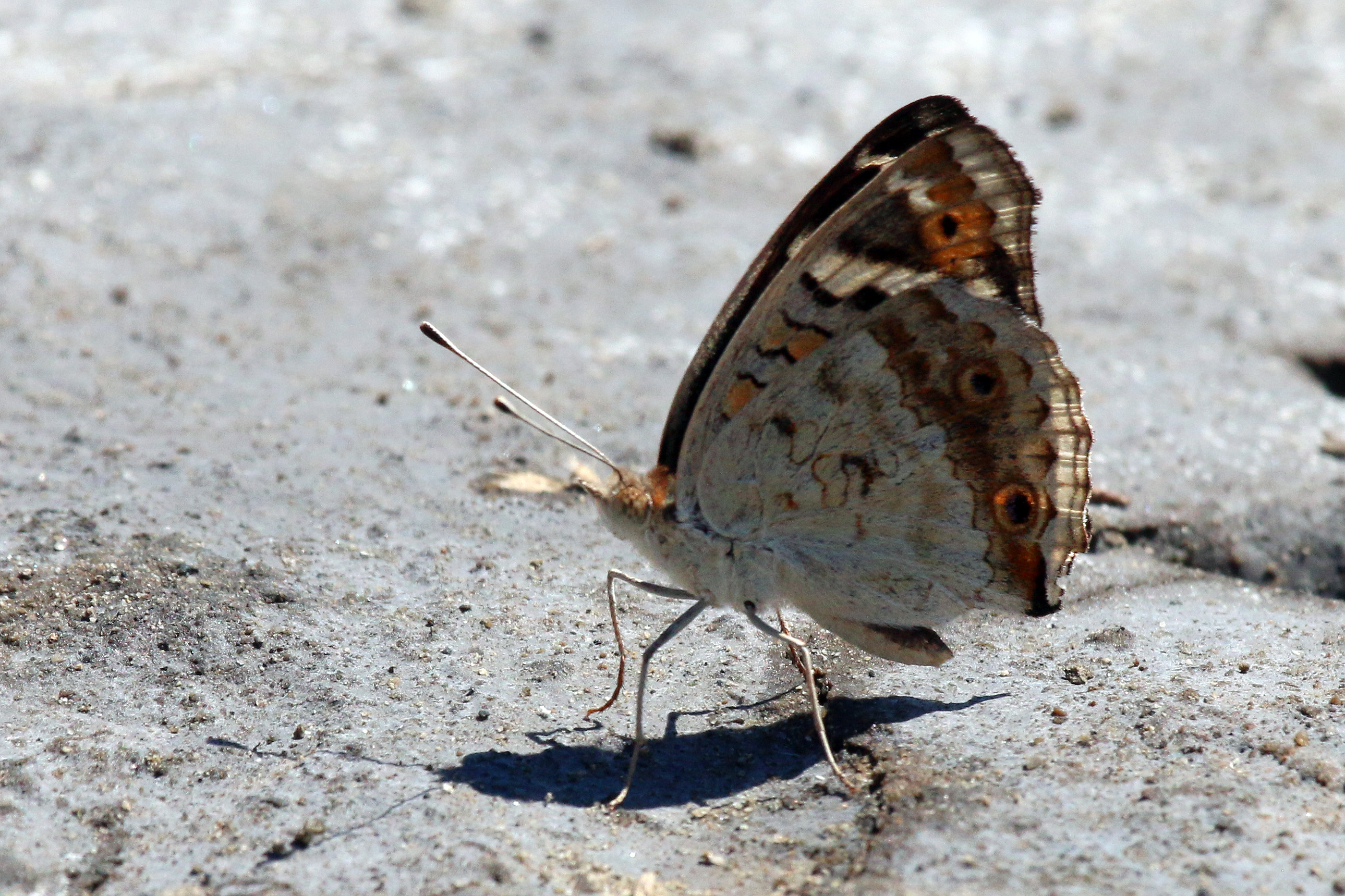
Az előbbi lepke felemelt szárnyakkal

## Fordítás
- Ez a szócikk részben vagy egészben  a   Junonia orithya című angol Wikipédia-szócikk ezen változatának fordításán alapul.  Az eredeti cikk szerkesztőit annak laptörténete sorolja fel. Ez a jelzés csupán a megfogalmazás eredetét és a szerzői jogokat jelzi, nem szolgál a cikkben szereplő információk forrásmegjelöléseként.